# 第15號鋼琴奏鳴曲 (貝多芬)
D大调第15號鋼琴奏嗚曲，作品編號28，是路德维希·范·贝多芬的鋼琴奏鳴曲。 別名為《田園》（Pastorale），於1801年出版，並題獻給約瑟·范·索南費爾斯伯爵。
「田園」這個標題和上一首《第14号钢琴奏鸣曲“月光”》一樣，都並非由貝多芬所親自標示，最先是由伦敦的出版社Broderip & Wilkinson所創製的，後來被另一間出版社A.克蘭茨（A. Cranz）發行時也用上了相同的標題，因而漸被人所認識。
這首奏鳴曲由於其複雜的結構性以及優美的旋律而普遍受到讚譽。全曲演奏時間為25分钟（連同重覆記號）。

## 樂曲結構
本曲以D大調寫成，並遵循古典奏鳴曲式的四個樂章。
第一樂章：快板，

第二樂章：行板，
，採用了並行小調（D小調）
第三樂章：諧謔曲，活潑的快板，

第四樂章：迴旋曲，不太過份的快板，

### 第一樂章
以如定音鼓般的低音部持續主音開始，但高音部最初出現的卻是D調屬七和弦大調和弦，然後經過Ｇ和弦及A屬七和弦等和弦進行後才回到D和弦。左手的持續低音及其變化節奏型在全個樂章佔了很重要的地位，不斷在各部份中穿插着。而右手的第一主題則以和弦和八度級進的組合為主，及後加入了八分音符的「曼海姆火箭」（Mannheim Rocket）分解和弦。第二主題以最高音部及最低音部以三度旋律關係進行，中音部則為八分音符的分解和弦和襯托。
發展部則為將主題部的各旋律短句在不同調性上轉換及變化，也漸漸形成激動中帶有恐懼的氣氛，當中持續的升F小調和弦持續這份不安的感覺，但隨着調性由升f小調隨漸變成為升F大調的和弦，緊張的氣氛慢慢地鬆開，發展部的樂句片段重新出現，引領樂曲返回再現部。

### 第二樂章
採用並行的D小调寫成。左手以持續的十六分音符斷奏彈出，配合右手以連奏的短樂句所組成。而旋律樂句中，亦運用了大量附點音符和切分音。中段調性短暫地轉回為Ｄ大調，右手部份以附點節奏以及十六分音符的三連音斷奏所組成，左手則同樣以附點節奏及八分音符的斷奏襯托，然後隨即返回開首的旋律，但在短樂句之間卻加入了三十二分音符的連奏，將近結尾時，中段的附點節奏和三連音再次出現，最後在d小調的主和弦弱奏下結束。

### 第四樂章
以A-B-a-C-a'-b-A2（尾聲）形式構成。
主旋律（A段）以低音部持續的D音及相關的長短音分解和弦為結構，配以右手的旋律配合 
 節奏的動向。第一副題（B段）以左右手交替的十六分音分解和弦開始，並配以主旋律的長短節奏型以結尾動機以三部輪奏形式出現，結尾當準備以A調屬七和弦作半終止式之際，G♮的出現取代了G♯，變成了變格半終止，並以G音（下屬音）及G♯音（升下屬音）的齊奏所打斷，然後靠回到主旋律開首的低音A音（屬音）帶回主和弦解決。第二次主旋律和第一次近乎相同，只是在原來右手的第五、六小節的休息部份加入了新的短動機。主題完成後，緊接的第二副題（C段）以主題的長短節奏為基礎而變化，然後以左、右手八音音符節奏的對答互相交織，結束部份與第一副題相同，都是以低音屬和弦配襯右手十六分音符的分解八度及連奏，而最後亦在屬和弦下結束，引入第三次的主題段（同樣只是在第五、六小節的右手稍作輕微變化）。此時，第一副題（b段）重現，但三部輪奏部份則由原來的屬和弦改回以主和弦彈奏，結尾部份由主和弦開始，但跟第一次B段一樣，隨着C♮取代原來的C♯，變成了G大調的變格終止式，並同樣由以C音（下屬音）及C♯音（升下屬音）的齊奏所打斷，主旋律第四次出現，但改以G大調進行，並作為全曲的尾聲部份，左手的節奏型仍然保持着，右手則改為以和弦方式奏出，長度亦縮短，及後左、右手同時彈奏長短節奏再次出現，並在頑固低音A音及A調分解屬七和弦下，最後重回於D大調主和弦的低音部節奏型，右手則採用十六分音符的急速彈奏下結束整個樂章。

## 外部連結
- 希夫·安德拉斯談論貝多芬的第15號鋼琴奏鳴曲 （页面存档备份，存于）
- 貝多芬《第15號鋼琴奏鳴曲》的解說（網絡備份版本）（英文）
- 貝多芬《第15號鋼琴奏鳴曲》：国际乐谱典藏计划上的乐谱
- 帕福利·江珀潘恩（Paavali Jumppanen）於伊莎貝拉嘉納藝術博物館內的演奏版本
- 波茵貝多芬故居 有關貝多芬《第15號鋼琴奏鳴曲》的解說（英文）

文章
- "Beethoven Sonata Pastorale". Analysis and commentary by Frederic Horace Clark – Music (Volume 15: Nov 1898 to Apr 1899) edited by W.S.B. Mathews; published by Music Magazine Publishing Company，互联网档案馆中一篇有關貝多芬《第15號鋼琴奏鳴曲》的分析文章。